# マックス・プランク協会

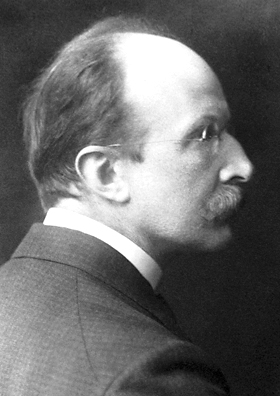
協会の名の由来となったマックス・プランク

マックス・プランク学術振興協会（独: Max-Planck-Gesellschaft zur Förderung der Wissenschaften e. V.〈マックス＝プランク・ゲゼルシャフト・ツア・フェルデルング・デア・ヴィッセンシャフテン・エーファオ〉）は、ドイツの非政府・非営利学術団体。一般にマックス・プランク協会（Max-Planck-Gesellschaft）と呼ばれる。略称はMPG（エムペーゲー）。世界最高峰の学術研究機関であり、前身のカイザー・ヴィルヘルム協会時代も含め、37人のノーベル賞受賞者を輩出している（2021年10月現在）。84の独立したマックス・プランク研究所（Max-Planck-Institut）を傘下に収める。

## 概要
マックス・プランク協会の研究対象は、下記の3分野に大別される。
- 生物・医学分野
- 化学・物理学・工学分野
- 精神科学・社会学・人間科学分野

年間予算は18億ユーロ。連邦政府および州政府の公的資金で賄われている。マックス・プランク協会は戦前のカイザー・ヴィルヘルム協会の後継機関であり、高名な物理学者であるマックス・プランクに因んで名付けられた。
マックス・プランク協会は旧東ドイツのドレスデンに自然科学、生化学関係の基礎研究のための研究所を3つ置いている。資金や人的資源において、大学の枠組を超えた最新かつ将来性のある分野の基礎研究に取り組み、大学での研究を補完する役割を担っている。ドレスデンにある研究所はいずれも最新鋭の施設を備えている。

## 組織

### マックス・プランク研究所
マックス・プランク協会は、84の独立したマックス・プランク研究所（Max-Planck-Institut）を傘下に収める。
著名なマックス・プランク研究所にはアインシュタインが所長を務めたマックス・プランク物理学研究所などがある。

## ノーベル賞受賞者

### マックス・プランク協会時代（1948年 - ）
- スバンテ・ペーボ（生理学・医学賞、2022年、 スウェーデン）
- クラウス・ハッセルマン（物理学賞、2021年、 ドイツ）
- ベンジャミン・リスト（化学賞、2021年、 ドイツ）
- エマニュエル・シャルパンティエ（化学賞、2020年、 フランス）
- ラインハルト・ゲンツェル（物理学賞、2020年、 ドイツ）
- シュテファン・ヘル（化学賞、2014年、 ルーマニア／ ドイツ（1978年帰化））
- ゲルハルト・エルトル（化学賞、2007年、 ドイツ）
- テオドール・ヘンシュ（物理学賞、2005年、 ドイツ）
- クリスティアーネ・ニュスライン＝フォルハルト（生理学・医学賞、1995年、 ドイツ）
- パウル・クルッツェン（化学賞、1995年、 オランダ）
- エルヴィン・ネーアー（生理学・医学賞、1991年、 ドイツ）
- ベルト・ザクマン（生理学・医学賞、1991年、 ドイツ）
- ロベルト・フーバー（化学賞、1988年、 ドイツ）
- ハルトムート・ミヒェル（化学賞、1988年、 ドイツ）
- ヨハン・ダイゼンホーファー（化学賞、1988年、 ドイツ）
- エルンスト・ルスカ（物理学賞、1986年、 西ドイツ）
- クラウス・フォン・クリッツィング（物理学賞、1985年、 ドイツ）
- ゲオルク・ケーラー（生理学・医学賞、1984年、 ドイツ）
- コンラート・ローレンツ（生理学・医学賞、1973年、 オーストリア）
- マンフレート・アイゲン（化学賞、1967年、 ドイツ）
- フェオドル・リュネン（生理学・医学賞、1964年、 西ドイツ）
- カール・ツィーグラー（化学賞、1963年、 西ドイツ）
- ヴァルター・ボーテ（物理学賞、1954年、 西ドイツ）

### カイザー・ウィルヘルム協会時代（1914年 - 1948年）
- オットー・ハーン（化学賞、1944年、 西ドイツ）
- アドルフ・ブーテナント（化学賞、1939年、 ドイツ）
- リヒャルト・クーン（化学賞 1938年、 西ドイツ）
- ピーター・デバイ（化学賞、1936年、 オランダ／ アメリカ合衆国（1946年帰化））
- ハンス・シュペーマン（生理学・医学賞、1935年、 ドイツ国）
- ヴェルナー・ハイゼンベルク（物理学賞、1932年、 西ドイツ）
- オットー・ワールブルク（生理学・医学賞、1931年、 西ドイツ）
- カール・ボッシュ（化学賞、1931年、 ドイツ国）
- ジェームズ・フランク（物理学賞、1925年、 ドイツ国／ アメリカ合衆国（1941年帰化））
- オットー・マイヤーホフ（生理学・医学賞、1922年、 ドイツ国／ アメリカ合衆国（1940年帰化））
- アルベルト・アインシュタイン（物理学賞、1921年、 ドイツ国／ アメリカ合衆国（1935年帰化））
- マックス・プランク（物理学賞、1918年、 ドイツ）
- フリッツ・ハーバー（化学賞、1918年、 ドイツ国）
- リヒャルト・ヴィルシュテッター（化学賞、1915年、 ドイツ国）
- マックス・フォン・ラウエ（物理学賞、1914年、 西ドイツ）